# Mountainbike-Weltmeisterschaften 2004
Die 17. Mountainbike-Weltmeisterschaften fanden vom 8. bis 12. September 2004 in der französischen Ortschaft Les Gets statt. Es wurden insgesamt 17 Entscheidungen in den Disziplinen Cross Country, Downhill, Four Cross und Trial ausgefahren.

## Cross Country

### Männer (37,9 km)
| Platza | Land | Athlet              | Zeit         |
| ------ | ---- | ------------------- | ------------ |
| 1      | FRA  | Julien Absalon      | 2:20:37 Std. |
| 2      | FRA  | Cédric Ravanel      | 2:21:34 Std. |
| 3      | SUI  | Thomas Frischknecht | 2:22:21 Std. |

### Frauen (30,0 km)
| Platz | Land | Athletin          | Zeit         |
| ----- | ---- | ----------------- | ------------ |
| 1     | NOR  | Gunn-Rita Dahle   | 2:02:12 Std. |
| 2     | POL  | Maja Włoszczowska | 2:03:18 Std. |
| 3     | CAN  | Alison Sydor      | 2:03:57 Std. |

### Männer U23 (37,9 km)
| Platz | Land | Athlet        | Zeit         |
| ----- | ---- | ------------- | ------------ |
| 1     | GER  | Manuel Fumic  | 1:56:10 Std. |
| 2     | GBR  | Liam Killeen  | 1:56:14 Std. |
| 3     | SUI  | Florian Vogel | 1:58:24 Std. |

### Junioren (30,0 km)
| Platz | Land | Athlet           | Zeit         |
| ----- | ---- | ---------------- | ------------ |
| 1     | SUI  | Nino Schurter    | 1:34:24 Std. |
| 2     | FRA  | Stéphane Tempier | 1:36:29 Std. |
| 3     | FRA  | Maxime Marotte   | 1:37:12 Std. |

### Juniorinnen (25,9 km)
| Platz | Land | Athletin            | Zeit         |
| ----- | ---- | ------------------- | ------------ |
| 1     | SUI  | Nathalie Schneitter | 1:44:11 Std. |
| 2     | FRA  | Laura Metzler       | 1:44:22 Std. |
| 3     | CZE  | Tereza Huříková     | 1:45:43 Std. |

### Staffel
| Platz | Land | Athleten                                                         | Zeit         |
| ----- | ---- | ---------------------------------------------------------------- | ------------ |
| 1     | CAN  | Geoff Kabush Maximilian Plaxton Kiara Bisaro Raphaël Cagne       | 1:09:00 Std. |
| 2     | SUI  | Ralph Näf Florian Vogel Nino Schurter Barbara Blatter            | 1:09:24 Std. |
| 3     | POL  | Marcin Karczyński Kryspin Pyrgies Pawel Szpila Maja Włoszczowska | 1:09:57 Std. |

## Downhill

### Männer (2100 m)
| Platz | Land | Athlet       | Zeit        |
| ----- | ---- | ------------ | ----------- |
| 1     | FRA  | Fabien Barel | 2:40,78 min |
| 2     | RSA  | Greg Minnaar | 2:41,36 min |
| 3     | AUS  | Samuel Hill  | 2:42,20 min |

### Frauen (2100 m)
| Platz | Land | Athletin     | Zeit        |
| ----- | ---- | ------------ | ----------- |
| 1     | NZL  | Vanessa Quin | 3:08,04 min |
| 2     | JAP  | Mio Suemasa  | 3:10,82 min |
| 3     | FRA  | Céline Gros  | 3:12,02 min |

### Junioren (2100 m)
| Platz | Land | Athlet          | Zeit        |
| ----- | ---- | --------------- | ----------- |
| 1     | FRA  | Romain Saladini | 2:48,69 min |
| 2     | FRA  | Florent Payet   | 2:49,58 min |
| 3     | USA  | Kyle Strait     | 2:51,15 min |

### Juniorinnen (2100 m)
| Platz | Land | Athletin            | Zeit        |
| ----- | ---- | ------------------- | ----------- |
| 1     | NZL  | Scarlett Hagen      | 3:09,24 min |
| 2     | GBR  | Rachel Atherton     | 3:20,07 min |
| 3     | FRA  | Audrey Le Corguille | 3:21,45 min |

## Four Cross

### Männer
| Platz | Land | Athlet           |
| ----- | ---- | ---------------- |
| 1     | USA  | Eric Carter      |
| 2     | FRA  | Mickael Deldycke |
| 3     | CZE  | Michal Prokop    |

### Frauen
| Platz | Land | Athletin      |
| ----- | ---- | ------------- |
| 1     | CZE  | Jana Horaková |
| 2     | USA  | Jill Kinter   |
| 3     | USA  | Tara Llanes   |

## Trials

### Männer 26"
| Platz | Land | Athlet             | Punkte |
| ----- | ---- | ------------------ | ------ |
| 1     | ESP  | Daniel Comas Riera | 12     |
| 2     | FRA  | Vincent Hermance   | 15     |
| 3     | FRA  | Marc Caisso        | 16     |

### Männer 20"
| Platz | Land | Athlet             | Punkte |
| ----- | ---- | ------------------ | ------ |
| 1     | ESP  | Benito Ros Charral | 5      |
| 2     | GER  | Marco Hösel        | 6      |
| 3     | POL  | Rafal Kumorowski   | 8      |

### Frauen
| Platz | Land | Athletin                  | Punkte |
| ----- | ---- | ------------------------- | ------ |
| 1     | SUI  | Karin Moor                | 9      |
| 2     | GER  | Ann-Christin Bettenhausen | 24     |
| 3     | ESP  | Mireia Abant Condal       | 31     |

### Junioren 26"
| Platz | Land | Athlet             | Punkte |
| ----- | ---- | ------------------ | ------ |
| 1     | GBR  | Ben Savage         | 10,5   |
| 2     | FRA  | Florian Tournier   | 14     |
| 3     | GER  | Sebastian Hoffmann | 16     |

### Junioren 20"
| Platz | Land | Athlet       | Punkte |
| ----- | ---- | ------------ | ------ |
| 1     | GBR  | James Hyland | 12,5   |
| 2     | GBR  | Ben Savage   | 13     |
| 3     | GER  | Felix Heller | 13     |